# Santa Cruz el Grande
Santa Cruz el Grande är en ort i Mexiko.   Den ligger i kommunen Poncitlán och delstaten Jalisco, i den centrala delen av landet, 400 km väster om huvudstaden Mexico City. Santa Cruz el Grande ligger 1 533 meter över havet och antalet invånare är 2 800.
Terrängen runt Santa Cruz el Grande är kuperad åt sydost, men åt nordväst är den platt. Runt Santa Cruz el Grande är det ganska tätbefolkat, med 239 invånare per kvadratkilometer. Närmaste större samhälle är Ocotlán, 9,6 km öster om Santa Cruz el Grande. Trakten runt Santa Cruz el Grande består till största delen av jordbruksmark.